# Sărutul fatal
Sărutul fatal (titlu original: Halálos csók) este un film maghiar produs în anul 1942 de László Kalmár. Rolurile principale sunt interpretate de Katalin Karády, István Nagy și Gábor Rajnay.

## Rezumat
Acțiunea filmului se bazează pe superstiția tinerei Ágnes Balásfy (Katalin Karády), care nu se lasă sărutată, fiind convinsă că ea este blestemată și că sărutul ei cauzează moartea iubiților. Într-adevăr credința ei se bazează pe faptul că toți tinerii care au îndrăznit să o sărute au murit subit. Un medic psihiatru dr. László Kemenes (István Nagy) se îndrăgostește de Ágnes Balásfy și respectă dorința fetei de a nu fi sărutată. După o serie de întâmplări ciudate, el reușește să vindece fata de superstiția ei.